# Ferencvárosi Football Club 1928-1929
Questa voce raccoglie le informazioni riguardanti il Ferencvaros TC nelle competizioni ufficiali della stagione 1928-1929.
La squadra ungherese non riuscì ad aggiudicarsi il titolo nazionale, chiudendo in seconda posizione, ma si impose nella seconda edizione della Coppa dell'Europa Centrale, battendo nella doppia finale il Rapid Vienna.

## Rosa
| N. |                       | Ruolo | Calciatore     |
| -- | --------------------- | ----- | -------------- |
|    | Ungheria (bandiera)   | P     | Ignác Amsel    |
|    | Ungheria (bandiera)   | P     | Károly Bangi   |
|    | Ungheria (bandiera)   | P     | Rezső Huber    |
|    | Jugoslavia (bandiera) | P     | Geza Šifliš    |
|    | Ungheria (bandiera)   | D     | Lajos Papp     |
|    | Ungheria (bandiera)   | D     | Géza Takács    |
|    | Ungheria (bandiera)   | D     | János Hungler  |
|    | Ungheria (bandiera)   | C     | Károly Furmann |
|    | Ungheria (bandiera)   | C     | Márton Bukovi  |
|    | Ungheria (bandiera)   | C     | Gábor Obitz    |

| N. |                     | Ruolo | Calciatore        |
| -- | ------------------- | ----- | ----------------- |
|    | Ungheria (bandiera) | C     | Elemér Berkessy   |
|    | Ungheria (bandiera) | C     | Antal Lyka        |
|    | Ungheria (bandiera) | A     | József Takács     |
|    | Ungheria (bandiera) | A     | Vilmos Kohut      |
|    | Ungheria (bandiera) | A     | Ferenc Szedlacsik |
|    | Ungheria (bandiera) | A     | József Turay      |
|    | Ungheria (bandiera) | A     | Mór Rázsó         |
|    | Ungheria (bandiera) | A     | Géza Toldi        |
|    | Ungheria (bandiera) | A     | Imre Koszta       |
|    | Ungheria (bandiera) | A     | András Gödi       |

## Statistiche
| Giocatore     | Nemzeti Bajnokság I | Nemzeti Bajnokság I | Nemzeti Bajnokság I | Nemzeti Bajnokság I | Coppa Mitropa | Coppa Mitropa | Coppa Mitropa | Coppa Mitropa | Totale   | Totale | Totale      | Totale     |
| Giocatore     | Presenze            | Reti                | Ammonizioni         | Espulsioni          | Presenze      | Reti          | Ammonizioni   | Espulsioni    | Presenze | Reti   | Ammonizioni | Espulsioni |
| ------------- | ------------------- | ------------------- | ------------------- | ------------------- | ------------- | ------------- | ------------- | ------------- | -------- | ------ | ----------- | ---------- |
| I. Amsel      | 15                  | 0                   |                     |                     | 6             | 0             |               |               | 21       | 0      | 0           | 0          |
| K. Bangi      | 5                   | 0                   |                     |                     | 0             | 0             |               |               | 5        | 0      | 0           | 0          |
| E. Berkessy   | 10                  | 0                   |                     |                     | 6             | 0             |               |               | 16       | 0      | 0           | 0          |
| M. Bukovi     | 17                  | 0                   |                     |                     | 4             | 0             |               |               | 21       | 0      | 0           | 0          |
| K. Furmann    | 17                  | 0                   |                     |                     | 4             | 0             |               |               | 21       | 0      | 0           | 0          |
| A. Gödi       | 1                   | 2                   |                     |                     | 0             | 0             |               |               | 1        | 2      | 0           | 0          |
| R. Huber      | 1                   | 0                   |                     |                     | 0             | 0             |               |               | 1        | 0      | 0           | 0          |
| J. Hungler    | 9                   | 0                   |                     |                     | 6             | 0             |               |               | 15       | 0      | 0           | 0          |
| V. Kohut      | 20                  | 7                   |                     |                     | 6             | 3             |               |               | 26       | 10     | 0           | 0          |
| I. Koszta     | 7                   | 1                   |                     |                     | 5             | 0             |               |               | 12       | 1      | 0           | 0          |
| A. Lyka       | 6                   | 0                   |                     |                     | 4             | 0             |               |               | 10       | 0      | 0           | 0          |
| G. Obitz      | 12                  | 1                   |                     |                     | 0             | 0             |               |               | 12       | 1      | 0           | 0          |
| L. Papp       | 19                  | 0                   |                     |                     | 0             | 0             |               |               | 19       | 0      | 0           | 0          |
| M. Rázsó      | 15                  | 0                   |                     |                     | 1             | 1             |               |               | 16       | 1      | 0           | 0          |
| G. Siflis     | 1                   | 0                   |                     |                     | 0             | 0             |               |               | 1        | 0      | 0           | 0          |
| F. Szedlacsik | 19                  | 7                   |                     |                     | 6             | 4             |               |               | 25       | 11     | 0           | 0          |
| G. Takács I   | 15                  | 0                   |                     |                     | 6             | 0             |               |               | 21       | 0      | 0           | 0          |
| J. Takács II  | 22                  | 41                  |                     |                     | 6             | 10            |               |               | 28       | 51     | 0           | 0          |
| G. Toldi      | 12                  | 7                   |                     |                     | 0             | 0             |               |               | 12       | 7      | 0           | 0          |
| J. Turay      | 19                  | 12                  |                     |                     | 6             | 8             |               |               | 25       | 20     | 0           | 0          |